# Dona blanca soltera busca
Dona blanca soltera busca (títol original: Single White Female) és un thriller psicològic pel·lícula estatunidenc produït i dirigit per Barbet Schroeder, estrenada l'any 1992. Ha estat doblat al català.

## Argument
Alison « Alia » Jones (Bridget Fonda) és creadora de programaris a Nova York. Professional, ha creat un programari que revolucionarà el món de la moda. Però la seva vida personal està lluny de tenir el mateix èxit.
Alia, en efecte, acaba d'abandonar el seu promès Sam Rawson (Steven Weber), després que aquest l'ha enganyada amb la seva ex-dona. Troba llavors confort amb el seu veí homosexual Graham Knox (Peter Friedman), un aspirant a actor.
Però la seva ruptura té una altra conseqüència perquè, si vol poder conservar el seu gran pis situat al Upper West Side (al cèlebre immoble Ansonia), ha de trobar-se ràpidament una 
rellogada. Alia posa doncs un anunci però cap de les candidates no li convenen. Apareix llavors la tímida Hedra « Hedy » Carlson (Jennifer Jason Leigh), que, als ulls d'Alia, és la rellogada ideal.
Hedy omple ràpidament el buit deixat per la marxa de Sam. Però sense que ho sàpiga Alia, Hedy esborra els missatges telefònics de Sam quan truca per intentar reconciliar-se. I ràpidament, comença a imitar Alia, portant la mateixa roba que ella i arribant fins a fer-se el mateix pentinat.

## Repartiment
- Bridget Fonda: Allison « Alia » Jones
- Jennifer Jason Leigh: Hedra « Hedy » Carlson
- Steven Weber: Sam Rawson
- Peter Friedman: Graham Knox
- Stephen Tobolowsky: Mitch Myerson
- Frances Bay: la veïna gran
- Michele Farr: l'ajudant de Myerson
- Tiffany Mataras i Krystle Mataras: les bessones
- Amelia Campbell: la caixera de la banca

## Premis i nominacions
Premis
- Premis MTV Movie 1993: « Millor dolent » per Jennifer Jason Leigh

Nominacions
- Chicago Film Critics Association 1993: Millor actriu per Jennifer Jason Leigh

## Al voltant de la pel·lícula
- El títol original Single White Female literalment « Dona blanca soltera », o « SWF » és un títol que es troba als periòdics de petits anuncis americans, amb la finalitat de compartir un arrendament, cosa molt corrent als Estats Units.[3]
- El rodatge va tenir lloc del 8 de juliol al 23 de setembre de 1991 a Nova York, sobretot a l'hotel Ansonia.[3]
- L'any 2005 es va fer una continuació titulada Single White Female 2: The Psycho, dirigida per Keith Samples.

## Crítica
- "Un dels psicothrillers que van contribuir a l'alça del gènere a principis dels noranta. (...) Bon treball de les actrius. Recomanable"[4]
- Single White Female va tenir una recepció mixta per part de la crítica especialitzada. A Rotten Tomatoes, té un puntuació del 56% sobre la base de 39 avaluacions. Ha obtingut un 45% d'aprovació per part de l'audiència, usada per calcular l'aprovació del públic a partir de vots dels usuaris de la web.[5]